# 安魂曲 (安娜·阿赫玛托娃)
安魂曲（Requiem）是安娜·阿赫玛托娃关于大清洗下人民苦难的一首挽歌。它写于1935年至1961年的30年间。她带着它，重新起草，因为她在苏联各地的城镇工作和生活。在她收集的作品中显然并没有这组诗，因为它明确谴责了这些清洗。俄语作品最终在1963年以书的形式在慕尼黑出现，整个作品直到1987年才在苏联国内出版。 它成为苏联大恐怖时期最著名的诗歌作品。

## 概述
这组诗的前面有一段序言，其中简要说明她和许多其他妇女，如何在列宁格勒监狱外等待了几个月时间，仅仅是为了瞥一眼被苏俄克格勃抓走的父亲，兄弟或儿子。在序言之后，《安魂曲》中的核心诗集由10首短篇诗组成。开始的第一首献给阿赫玛托娃被捕的第三任丈夫尼古拉·普宁和其他密友。接下来的九首核心诗都是关于她的儿子列夫·古米廖夫在1938年被克格勃逮捕时，她所面临的悲伤和痛苦。她写道，“一亿个声音呐喊高呼”，通过她“精疲力竭的嘴”。
     整整十七个月，我都在高喊，

     千呼万唤喊你回家。

     我曾跪倒在刽子手脚前，

     你是我的儿子，我的惧怕。

     一切都已永远颠倒混乱，

     究竟谁是野兽，谁是人，

     而今，我已无法分辨，

     判处死刑还要等待多少时辰。
(《安魂曲》第5首，晴朗李寒译, 2017)
虽然第一组诗与她的个人生活有关，但最后尾声的一组诗则反映在这个恐怖时期遭受损失的其他人的声音。每一首连续的诗，中心人物都经历了一个新的苦难阶段。沉默的悲伤、越来越怀疑、合理化、原始的哀悼和钢铁的决心，只是整个周期中一直持续着的少数。阿赫玛托娃有时以第一人称写作，有时以第三人称写作，将她的个人痛苦普遍化，与自己经历同样悲剧的其他人建立联系。由于选择的主题在当时是有争议的，《安魂曲》写于1940年，但没有出版。阿赫玛托娃认为，在那段时间出版作品太危险了，她觉得最好把它保留在她的脑海里，只透露给她的一些最亲密的朋友。1963年，在未经阿赫玛托娃的同意下，《安魂曲》在慕尼黑首次出版。全文直到1987年才在苏联出版 。

## 结构
《安魂曲》分为三个部分，
     让监狱的鸽子在远方咕咕啼鸣，

     让那些轮船在涅瓦河上静静地前行。